# História do Panamá
A história do Panamá refere-se ao estudo do passado humano na região do Istmo do Panamá, desde as primeiras culturas humanas na região até ao momento atual.
O território da República de Panamá era anteriormente administrado pela Colômbia. Este país iniciou negociações no início do século XX com os Estados Unidos, após uma mal-sucedida tentativa de empresários da França, para que fosse realizada a construção do Canal do Panamá, que possibilitaria o trânsito de embarcações entre os Oceanos Atlântico e Pacífico com a consequente facilitação e aumento do comércio mundial.

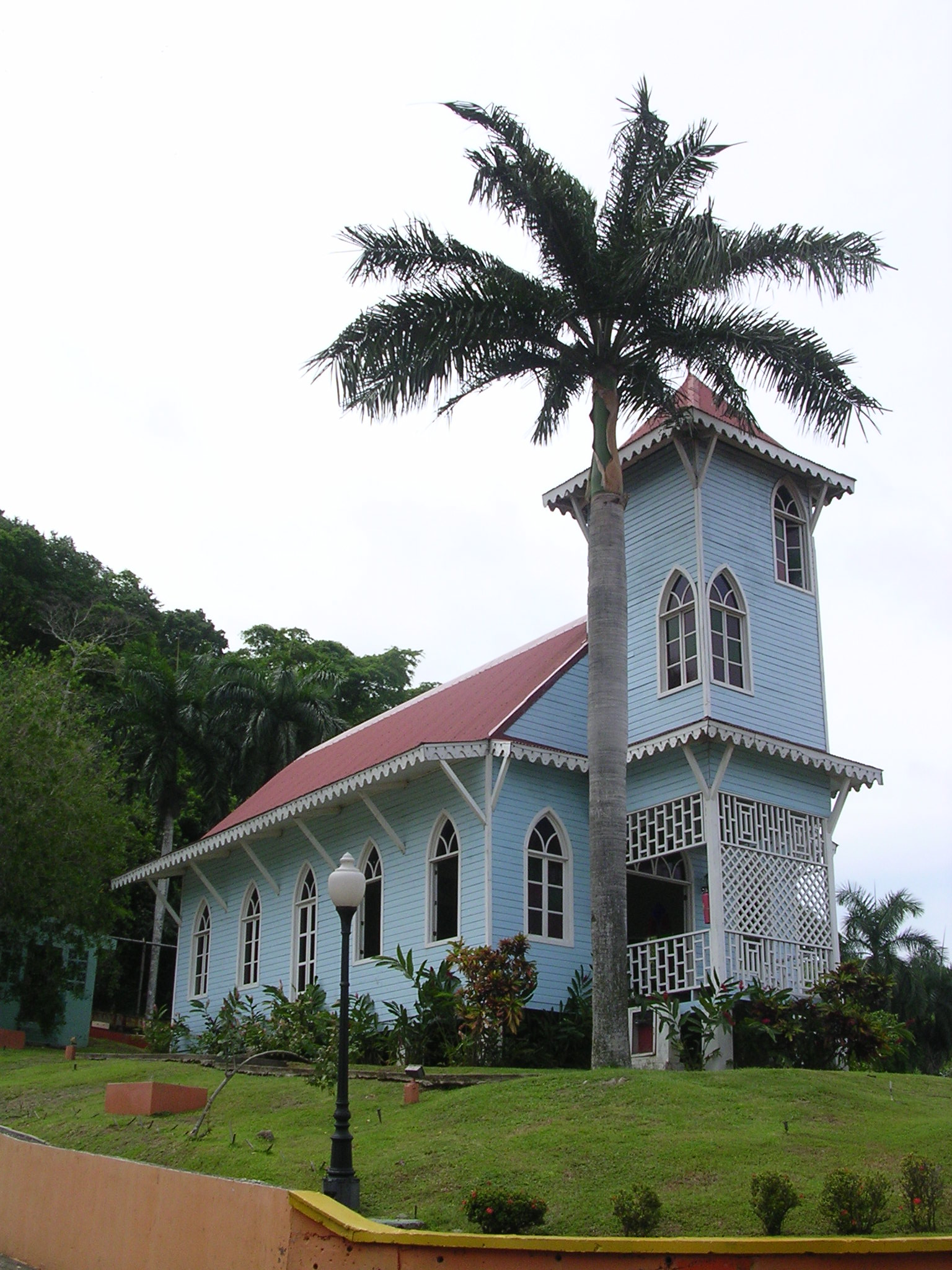
Residência panamenha tradicional

Todavia o Senado Colombiano não ratificou o Tratado Hay-Herran, que permitiria o aluguel da área do Canal do Panamá pelos norte-americanos por 99 anos e o reinício das obras de construção do Canal. Desta forma, a saída encontrada por Roosevelt foi estimular a criação de um novo país na região do Istmo do Panamá, atendendo a um desejo latente por independência no Panamá cuja origem remonta a meados do século XIX.

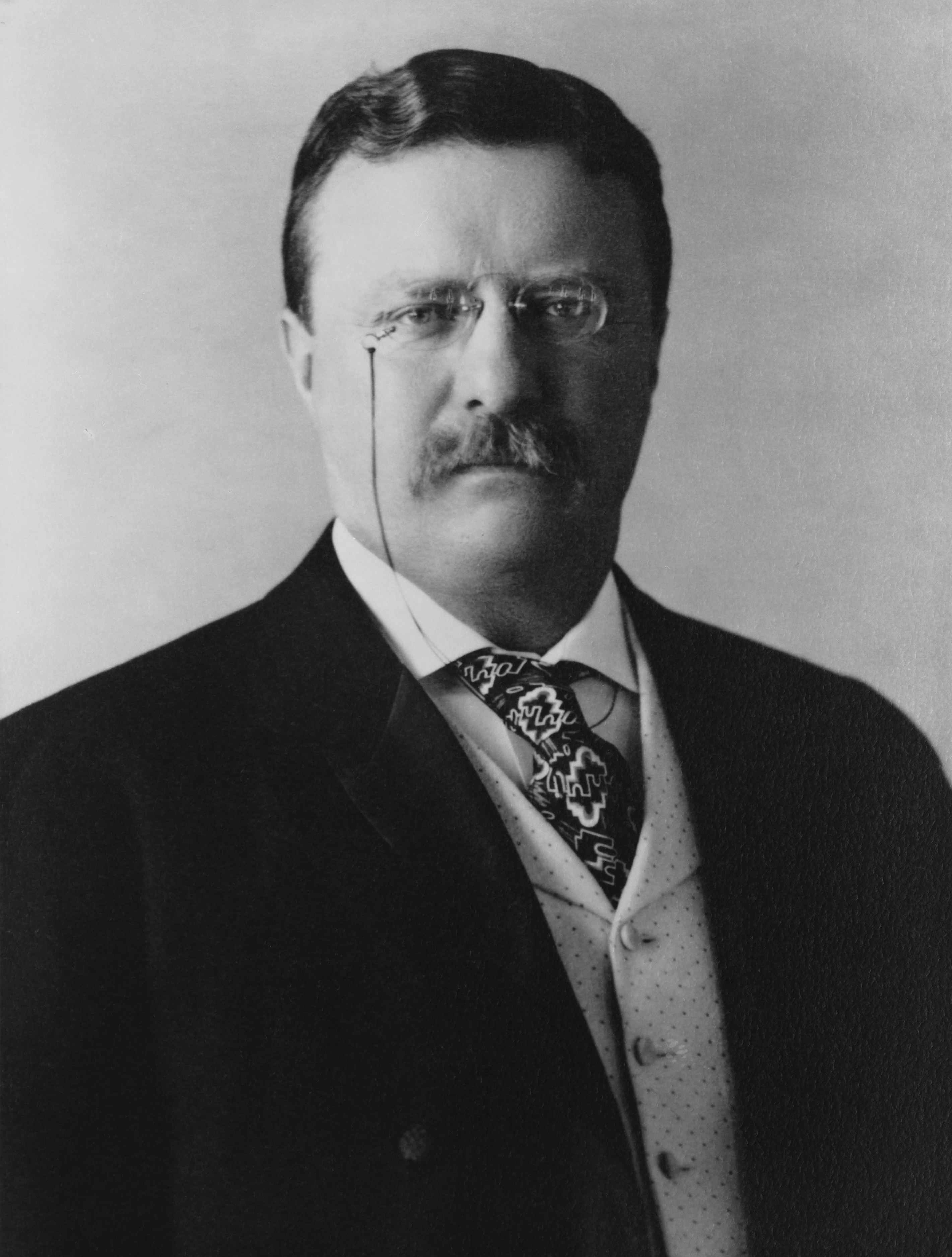
Theodore Roosevelt

## A independência do Panamá
Em 3 de novembro de 1903 um grupo de habitantes locais foi encorajado por Estados Unidos e França a declarar a independência do Panamá. Menos de três semanas depois o recém-formado governo assinou o Tratado Hay-Bunau-Varilla com o governo dos Estados Unidos. As obras de construção do Canal do Panamá foram assumidas pelos norte-americanos em 1904 e se estenderam por dez anos. O governo da Colômbia, no entanto, somente admitiu a Independência do Panamá em 23 de fevereiro.
O presidente dos Estados Unidos Theodore Roosevelt estava convencido de que os Estados Unidos podiam terminar o projeto, e reconheceu que o controle estado-unidense da passagem do Atlântico ao Pacífico seria de uma importância militar e econômica considerável. O Panamá fazia então parte da Colômbia, de modo que Roosevelt começou as negociações com os colombianos para obter a permissão necessária. No início de 1903, o Tratado Hay-Herran foi assinado pelos dois países, mas o Senado colombiano não o ratificou. No que foi então, e ainda hoje é, um movimento polêmico, Roosevelt deu a entender aos rebeldes panamenhos que, se eles se revoltassem contra a Colômbia, a marinha estado-unidense apoiaria a causa de independência panamenha. O Panamá acabou por proclamar sua independência em 3 de Novembro de 1903, e o U.S.S. Nashville, em águas panamenhas, impediu toda e qualquer interferência colombiana.
Quando as lutas começaram, Roosevelt ordenou à Marinha estado-unidense estacionar navios de guerra perto da costa panamenha para "exercícios de treinamento". Muitos argumentam que o medo de uma guerra contra os Estados Unidos obrigou os colombianos a evitarem uma oposição séria ao movimento de independência. Os panamenhos vitoriosos devolveram o favor a Roosevelt permitindo aos Estados Unidos o controle da Zona do canal do Panamá em 23 de Fevereiro de 1904 por US$ 10 milhões (como previsto no Tratado Hay-Bunau-Varilla, assinado em 18 de Novembro de 1903).

## Após a independência

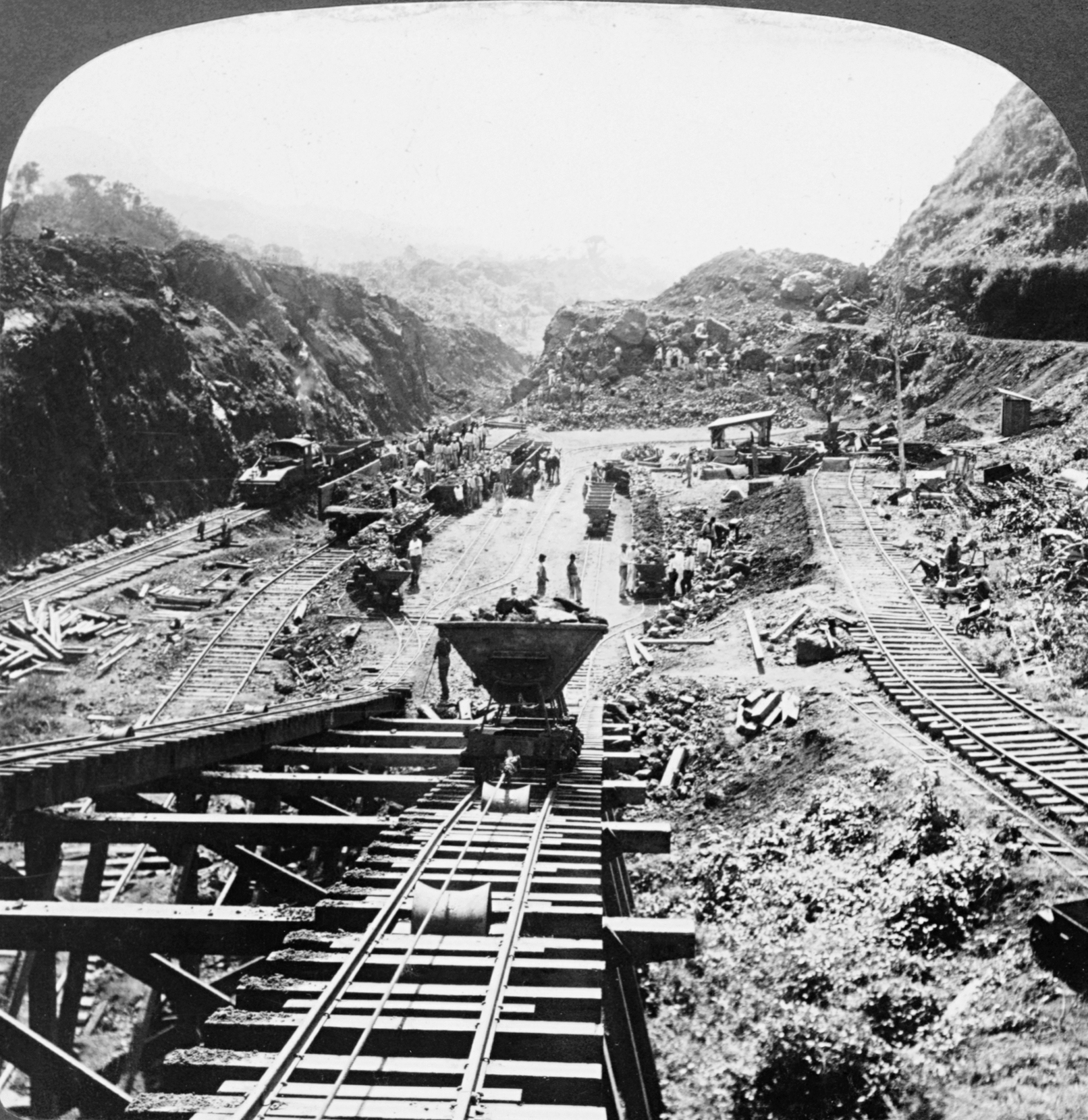
Construção do Canal do Panamá, 1907

Durante o século XX oligarquias panamenhas controlaram o governo do país, inclusive através de golpes de estado. Os Estados Unidos permaneceram influentes na política do Panamá, visto que ainda administrariam o Canal até 1999 (conforme acordos de 1977), e a estabilidade política do Panamá permaneceria vital para os interesses norte-americanos desde então.

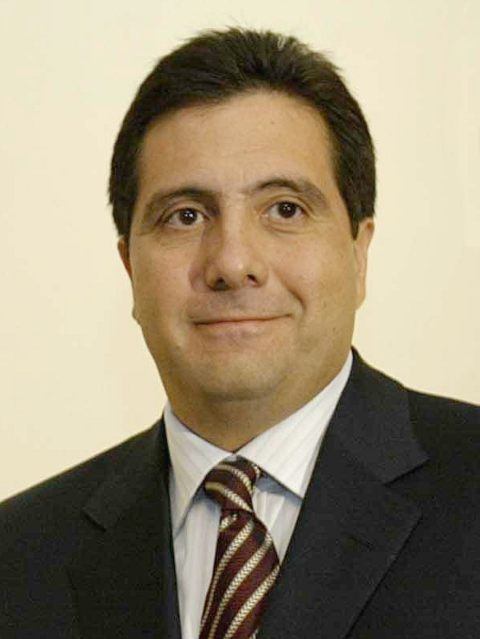
Presidente Martín Torrijos.

Após rusgas nas relações Estados Unidos-Panamá, inclusive com uma invasão norte-americana no país em 1989 para depor o presidente General Manuel Noriega, a administração do Canal do Panamá, da área territorial próxima ao Canal e de bases norte-americanas reminiscentes no país foi transferida para o governo da presidente panamenha Mireya Moscoso, democraticamente eleita em 1999. O governo de Moscoso foi marcado por programas sociais e políticas educacionais, além de estímulos ao comércio internacional do Panamá. Durante o governo Moscoso escândalos de corrupção abalaram a popularidade da presidência.
Em 2004 o candidato oposicionista Martín Torrijos venceu as eleições presidenciais do Panamá. Seu governo iniciou-se em 1 de setembro do mesmo ano.